# Liparis petiolata
Liparis petiolata är en orkidéart som först beskrevs av David Don, och fick sitt nu gällande namn av Peter Francis Hunt och Victor Samuel Summerhayes. Liparis petiolata ingår i släktet gulyxnen, och familjen orkidéer. Inga underarter finns listade i Catalogue of Life.